# Ламонова, Евгения Алексеевна
Евге́ния Алексе́евна Ла́монова  (род. 9 августа 1983, Курчатов, Курская область, СССР) — российская фехтовальщица на рапирах, олимпийская чемпионка 2008 года, чемпионка мира 2011 года в команде и чемпионка Европы 2007 года в личном первенстве. Выпускница Курского государственного технического университета (2006) и Кубанского государственного университета физической культуры, спорта и туризма (2008). Депутат Курской областной думы 6-го и 7-го созыва по списку Единой России. Директор СДЮШОР по фехтованию (с 2014 по 2019), председатель Комитета по физической культуре и спорту Курской области (2019).

## Награды и звания
- Орден Дружбы — за большой вклад в развитие физической культуры и спорта, высокие спортивные достижения на Играх XXIX Олимпиады 2008 года в Пекине[1]
- Заслуженный мастер спорта России